# Літвінов Сергій Петрович
Літвінов Сергій Петрович — український військовик, генерал-майор.
Командир 17-ї окремої танкової бригади (2015—2017), заступник командувача ОК «Північ» з бойової підготовки (2017), командувач військ Оперативного командування «Захід» (2021—2024).
У жовтні 2022 року увійшов до списку 25 найвпливовіших українських військових від НВ.

## Життєпис
Станом на 2016 рік — командир 17-ї окремої танкової бригади.
Станом на липень 2017 року — заступник командувача військ оперативного командування «Північ» з бойової підготовки.
У вересні 2017 року був співкерівником українсько-американського командно-штабного навчання «Репід Трайдент — 2017».
9 серпня 2021 року Міністр оборони призначив Літвінова командувачем оперативного командування «Захід» Сухопутних військ ЗСУ.
28 лютого 2022 року отримав звання генерал-майора.
10 лютого 2024 року звільнений з посади командувача оперативного командування «Захід» Сухопутних військ ЗСУ, його місце посів бригадний генерал Шведюк Володимир.
У квітні 2024 у Командуванні Сухопутних військ ЗСУ повідомляли, що генерал-майора Літвінова призначили заступником начальника Національного університету оборони України.

## Нагороди
- орден Богдана Хмельницького II ступеня (2022) — за особисту мужність і самовіддані дії, виявлені у захисті державного суверенітету та територіальної цілісності України, вірність військовій присязі.[14]
- орден Богдана Хмельницького III ступеня (2022) — за особисту мужність і самовіддані дії, виявлені у захисті державного суверенітету та територіальної цілісності України, вірність військовій присязі.[15]
- Орден «За мужність» III ступеня (21 серпня 2017) — за особистий внесок у зміцнення обороноздатності Української держави, мужність і самовідданість, виявлені під час бойових дій, високий професіоналізм та зразкове виконання службових обов'язків.[16]

## Військові звання
- бригадний генерал (14 жовтня 2021)[17]
- генерал-майор (28 лютого 2022)[18]